# (33426) 1999 DR2
1999 DR2 (asteroide 33426) é um asteroide da cintura principal. Possui uma excentricidade de 0.07241050 e uma inclinação de 7.68089º.
Este asteroide foi descoberto no dia 19 de fevereiro de 1999 por Takao Kobayashi em Oizumi.